# Валютная интервенция
Валютная интервенция (англ. foreign exchange market intervention, currency intervention) — операция, которую проводят денежные власти (центральный банк или министерство финансов) для воздействия на внешнюю стоимость национальной валюты, то есть её валютный курс.
Альтернативное определение описывает валютные интервенции как все значимые (по объёму и частоте) валютные операции денежных властей вне зависимости от того, проводятся ли они для влияния на валютный курс или нет.

## Законодательное определение валютной интервенции
Статья 35 федерального закона «О Центральном банке Российской Федерации (Банке России)» причисляет валютные интервенции к основным инструментам денежно-кредитной политики Банка России. Под ними понимается купля-продажа Банком России иностранной валюты на валютном рынке для воздействия на курс рубля и на суммарный спрос и предложение денег.

## Цели интервенций
Цели интервенций различаются в зависимости от режима валютного курса. В случае режима фиксированного валютного курса центральный банк проводит интервенции для выполнения своих обязательств по сохранению валютного курса в определённых рамках (уровня или допустимого диапазона колебаний). В случае плавающего валютного курса центральный банк проводит интервенции для управления уровнем валютного курса и его волатильностью.
Различаются несколько мотивов для проведения интервенций:
- «грести против течения» (leaning against the wind): необходимость изменения негативной динамики валютного курса;
- минимизация отклонения валютного курса от его равновесного значения;
- управление международными резервами или их накопление;
- поддержание достаточной ликвидности на валютном рынке для предотвращения повышенной волатильности валютного курса.

## Инструменты интервенции
В большинстве случаев интервенции проводятся в форме конверсионных операций на спот-рынке, при которых оплата по сделке производится в течение двух дней (режим T+2). Большинство денежных властей предпочитает проводить операции на внебиржевом валютном рынке с крупными банками. В некоторых случаях, когда валютный рынок не обладает достаточной ликвидностью, интервенции осуществляются в форме валютных аукционов. Банк России, как правило, проводит интервенции на биржевом валютном рынке, сформировавшемся на Московской бирже. Кроме того, центральный банк может заключать срочные валютные сделки с расчётами более чем через два дня (режим T+N). Как правило, это форвардные валютные контракты или валютный своп.

## Каналы интервенции
Экономическая теория описывает несколько каналов, через которые интервенции оказывают влияние на валютный рынок:
- портфельный канал (portfolio balance channel): если центральный банк проводит интервенции, структура портфеля финансовых активов участников рынка меняется, и они вынуждены балансировать риск, продавая или покупая активы;
- сигнальный канал (signalling channel): проведение интервенций приводит к появлению рыночного сигнала, новой информации, которая будет учтена участниками рынка в ожиданиях будущего значения валютного курса;
- канал координации (coordination channel): проведение публичной интервенции даёт координационный сигнал участникам рынка, анализирующие фундаментальные макроэкономические факторы, которые возвращаются на рынок и приводят валютный курс к уровню, соответствующему макроэкономическому равновесию;
- канал «зашумления» торговли (noise trading channel): центральный банк может негласно (скрытно) проводить интервенции, чтобы изменить нежелательную тенденцию и создать отрицательную переоценку по открытой валютной позиции у рыночных игроков.

## Стерилизованные и нестерилизованные интервенции
Покупка центральным банком национальной валюты и, соответственно, продажа иностранной валюты уменьшают объём международных резервов и денежную базу. Напротив, покупка иностранной валюты и продажа национальной валюты ведёт к росту международных резервов и денежной базы, то есть денежного предложения. Операции, оказывающие влияние на денежную базу, носят название «нестерилизованные интервенции» (unsterilized intervention).
Таблица 1. Нестерилизованная интервенция: иллюстрация на упрощенном балансе центрального банка.
| Активы                  | Пассивы         |
| ----------------------- | --------------- |
| Международные резервы ↓ | Денежная база ↑ |
| Внутренний кредит ↑     | Денежная база ↑ |

Компенсационные операции, в ходе которых происходит совмещение валютной интервенции с равной по величине и противоположной по направлению операцией на внутреннем денежном рынке, называют «стерилизованная интервенция» (sterilized intervention).
Таблица 2. Стерилизованная интервенция: иллюстрация на упрощенном балансе центрального банка.
| Активы                  | Пассивы             |
| ----------------------- | ------------------- |
| Международные резервы ↓ | Денежная база Δ = 0 |
| Внутренний кредит ↓     | Денежная база Δ = 0 |

## Взаимная интервенция
Центральные банки могут проводить совместные операции на национальных рынках, чтобы оказать общее влияние на двухсторонние валютные курсы. Они представляют собой скоординированные интервенции, синхронно проводимые группой центральных банков. На глобальном рынке взаимные интервенции проводят ФРС США, Европейский центральный банк, Банк Англии и Банк Японии. Они имеют бо́льшую эффективность, чем односторонние операции какого-либо одного из центральных банков. К примеру, соглашение в отеле Плаза в 1985 году сыграло большу́ю роль в более чем пятидесятипроцентном обесценении доллара США.
Федеральный резервный банк Нью-Йорка публикует квартальные отчёты об интервенциях, которые проливают свет на взаимные интервенции на глобальном рынке.
Взаимная валютная интервенция может проводиться в интересах стран-участниц валютного союза, которые следуют единой валютной политике в отношении третьих стран. В частности, валютная интервенция осуществляется при участии членов региональных валютных зон, в пределах которых обеспечивается относительно стабильное соотношение курсов валют. Наиболее известным примером регионального валютного соглашения является Европейский механизм валютных курсов.

## Вербальная интервенция
Центральные банки активно применяют так называемые «вербальные интервенции» (oral interventions). Они представляют собой публичное заявление о желательном, равновесном валютном курсе или о необходимом направлении его изменения. Вербальная интервенция формирует рынку информационный сигнал в расчёте на то, что в отсутствие интервенции рыночные силы самостоятельно будут следовать сигналу и поддержат тенденцию. Они основаны на вере в большую осведомлённость денежных властей или в их готовность проводить интервенции, если ситуация пойдёт в негативном направлении.

## Интервенции при плавающем валютном курсе
В режиме плавающего валютного курса интервенции могут служить для сглаживания колебаний валютного курса, поддержания ликвидности валютного рынка или постепенного накопления международных резервов в качестве буфера безопасности. Интервенции не используются для достижения макроэкономических задач, например, компенсации устойчивого оттока капитала или падения цен на экспортную продукцию. Проведение интервенций в условиях макроэкономических шоков позволят только отсрочить валютный кризис, что увеличивает издержки приспособления экономики к новым условиям. Непротиворечивость интервенций макроэкономическим факторам позволяют обеспечить воздействие на валютный курс в краткосрочном периоде. Эффективность интервенций в условиях плавающего курса определяется их временным характером, коммуникационной политикой и величиной интервенций.

## Интервенции министерства финансов
В ряде стран международные резервы принадлежат не центральному банку, а министерству финансов. В частности, в США, Великобритании и Японии решение о проведении интервенций принимает правительство в лице министерства финансов или казначейства. В то же время международные резервы числятся на балансе центрального банка. Он выступает в роли агента правительства и выполняет его поручения на валютном рынке.
В России с 2017 года Министерство финансов проводит операции по покупке или продаже иностранной валюты на внутреннем рынке для формирования суверенных фондов. Банк России выступает агентом по указанным операциям, их объём зависит от суммы нефтегазовых доходов федерального бюджета и цены на нефть.

## Критика валютных интервенций
Интервенции в условиях плавающего валютного курса могут иметь ограниченную эффективность и применение. Объясняется это несколькими причинами. Во-первых, невозможно точно определить равновесный валютный курс, к которому должен стремиться текущий курс. Существует широкое разнообразие моделей оценки равновесного курса. Во-вторых, краткосрочная волатильность валютного курса не всегда должна побуждать центральный банк проводить интервенции. Волатильность может быть следствием быстрого изменения макроэкономических факторов или появления новой рыночной информации. Кроме того, волатильность может отражать процесс «поиска» рынком равновесного курса. В-третьих, на практике интервенции не всегда являются эффективным инструментом. В ряде случаев они могут вести к увеличению волатильности валютного курса.

## Интервенции Банка России
Банк России упразднил действовавший ранее механизм курсовой политики, отменив интервал допустимых значений стоимости бивалютной корзины и регулярные валютные интервенции. С ноября 2014 года в России действует режим плавающего валютного курса. Курс рубля не определяется ни правительством, ни центральным банком. Курс рубля не является фиксированным, какие-либо количественные цели (ориентиры) по уровню курса или темпам его изменения не устанавливаются. Динамика курса рубля определяется соотношением спроса на иностранную валюту и её предложения на валютном рынке. Банк России в нормальных рыночных условиях не совершает валютных интервенций. В то же время Банк России оставляет за собой возможность вмешательства на валютном рынке для поддержания финансовой стабильности.
Банк России публикует ежедневные данные о валютных интервенциях, из которых следует, что фактический объём операций центрального банка по покупке и продаже иностранной валюты на внутреннем валютном рынке равен нулю.

## Банк России и увеличение международных резервов
В 2015 г. Банк России впервые ввёл в практику интервенции для пополнения международных резервов. С мая по июль 2015 г. он покупал иностранную валюту на биржевом рынке. Интервенции не были предназначены для влияния на курс рубля и проводились в небольших объёмах $100–200 млн равномерно в течение дня. В общей сложности было приобретено $10,1 млрд. Однако из-за неблагоприятной ситуации на валютном рынке интервенции были прекращены. По заявлению Банка России, интервенции для наращивания резервов планируется проводить, пока объём резервов не вырастет до $500 млрд. Озвученная цифра представляет собой долгосрочный ориентир без обязательств по времени и величине регулярных операций. В 2016—17 годах интервенции для пополнения международных резервов не проводились. Их возобновление возможно при достижении ценовой стабильности, низких инфляционных ожиданиях и устойчивом курсе рубля. «Я не готова указывать сроки, потому что речь идет о качественной оценке ситуации и мы смотрим на разные индикаторы стабильности, все будет зависеть от того, как быстро стабилизируются инфляция и ожидания, поэтому конкретной даты не могу назвать», — заявила в 2017 году журналистам Председатель Банка России Эльвира Набиуллина.
Таблица 3. Динамика валютных интервенций Банка России в 2015 году, в млн. долларов США.
| Отчетный период | Покупка валюты | Покупка валюты      | Продажа валюты | Продажа валюты      |
| Отчетный период | всего          | целевые интервенции | всего          | целевые интервенции |
| январь          | 21,7           | 0,0                 | 2341,5         | 0,0                 |
| февраль         | 0,0            | 0,0                 | 0,0            | 0,0                 |
| март            | 0,0            | 0,0                 | 0,0            | 0,0                 |
| апрель          | 0,0            | 0,0                 | 0,0            | 0,0                 |
| май             | 2531,0         | 0,0                 | 0,0            | 0,0                 |
| июнь            | 3831,0         | 0,0                 | 0,0            | 0,0                 |
| июль            | 3760,0         | 0,0                 | 0,0            | 0,0                 |
| август          | 0,0            | 0,0                 | 0,0            | 0,0                 |
| сентябрь        | 0,0            | 0,0                 | 0,0            | 0,0                 |
| октябрь         | 0,0            | 0,0                 | 0,0            | 0,0                 |
| ноябрь          | 0,0            | 0,0                 | 0,0            | 0,0                 |
| декабрь         | 0,0            | 0,0                 | 0,0            | 0,0                 |

## Интервенции ФРС США
За проведение интервенции в США отвечают Федеральный резервный банк Нью-Йорка и Фонд валютной стабилизации. Федеральный резервный банк Нью-Йорка обладает относительно небольшим валютным резервом в $20 млрд. Фонд валютной стабилизации (Exchange Stabilization Fund) Казначейства США, созданный в 1934 г. в соответствии с Законом о золотых резервах, может с одобрения президента США самостоятельно проводить операции на валютном рынке. Американские валютные резервные активы поровну разделены между Федеральным резервным банком Нью-Йорка и Фондом валютной стабилизации. Их совокупная величина достигает около $40 млрд. Федеральный резервный банк Нью-Йорка выступает агентом Фонда при управлении активами и проведении интервенций. При заключении конверсионных сделок их величина делится между Фондом и банком. Исключение составляет валютный своп, который Федеральный резервный банк Нью-Йорка как денежный эмитент может заключать в неограниченном объёме. Американские власти проводят нерегулярные интервенции, скоординированные с другими центральными банками. С 1996 по 2017 годы всего было проведено три серии интервенций.